# Параскупіт
Параскупі́т (рос. параскупит; англ. paraschoepite; нім. Paraschoepit m) — мінерал, водний оксид урану.

## Загальний опис
Хімічна формула:
- 1. За Є. Лазаренком: UO2(OH)2•nH2O.
- 2. За «Fleischer's Glossary» (2004): UO3•2H2O.

Містить (%): UO3 — 89,31; H2O — 10,69.
Сингонія ромбічна. Форми виділення: стовпчасті і голчасті кристали, кірочки і нальоти. Спайність досконала. Густина 3,3. Твердість 2,0—3,5. Колір жовтий, сіро-жовтий із зеленуватим відтінком. Блиск алмазний. Другорядний мінерал в окиснених родовищах урану.
Знайдений на настурані й у його порожнинах разом з бекерелітом та іншими вторинними мінералами.
Від пара... й назви мінералу скупіту (A. H. Schoep, S. Stradiot, 1947).
Синоніми: парашепіт.